# کواکر اوتس
کواکر اوتس (انگلیسی: Quaker Oats) شرکت صنایع غذایی آمریکایی است، که در سال ۱۸۷۷ توسط هنری پارسونز کروول تأسیس شد.